# Fenya
Fenya (феня) o Fenka es un lenguaje ruso usado entre criminales. Originalmente, fue un criptoidioma de los ofenyas u ofenes (ruso antiguo, usado por vendedores ambulantes o buhoneros) y tenía muchos nombres diferentes. 
No hay una explicación convincente sobre los orígenes de las palabras "ofenya" y "fenya". Fenya es también un nombre de mujer ruso pero sin relación con el lenguaje. En ruso moderno también se refiere al lenguaje blatnoy (ruso: "blatnoy yazyk", блатной язык) donde "blatnoy" es una expresión informal que indica criminal. También se denomina como блатная музыка ("blatnaya muzyka") literalmente "la música de ladrones." 
La gramática es la misma que en el idioma ruso, si bien el vocabulario ha variado a través del tiempo. 
El fenya original constaba de palabras rusas sueltas, palabras prestadas del griego y otras lenguas extranjeras. Vladímir Dal, en su monumental Diccionario Explicativo de la Gran Lengua Rusa Viviente da los siguientes ejemplos de lenguaje fenya:
- "Ропа кимать, полумеркот, рыхло закурещат ворыханы."

Ruso normativo: "Пора спать, полночь; скоро запоют петухи."
Traducción: "Hora de ir a la cama, es medianoche; los gallos pronto se pondrán a cantar."
- "Да позагорбил басве слемзить: астона басвинска ухалила дряботницей.

Ruso normativo: "Да позабыл тебе сказать: жена твоя померла весною."
Traducción: "Oh, sí, olvidé decírtelo: tu mujer murió esta primavera."
El vocabulario ha variado a través del tiempo, con una notable introducción de palabras Yidis. En la antigua Unión Soviética, algunas palabras del fenya penetraron en el ruso común y acabaron siendo conocidas por la población. Hay un gran número de explicaciones para este fenómeno. Una sugiere que una parte significativa de la población, no necesariamente criminales, han pasado por campos de trabajos forzados y que las amnistías indiscriminadas en masa después de la muerte de Stalin han dado como resultado la penetración de la subcultura de presidiarios en la vida cotidiana. Además, la cultura popular idealizó la vida criminal, véase como ejemplo, "la canción blatnaya".
El Fenya influye en la cultura rusa de varias maneras. Particularmente, existe todo un subgénero del humor ruso en la que una historia como Romeo y Julieta o un cuento de hadas, se convierte en fenya. Otra es el género musical Shanson, cuya temática principal es el hampa o mundo criminal.
La caída de la Unión Soviética y la aparición de los nuevos rusos introdujo cambios en el fenya, asignando nuevos significados y acentos a las palabras comunes.